# Pontiske Kongerige
 For alternative betydninger, se Pontos. (Se også artikler, som begynder med Pontos)
Pontos (græsk: Πόντος), også kendt som det Pontiske Kongerige eller det Pontiske Rige, var et hellenistisk kongerige centreret i den historiske region Pontos i det moderne Tyrkiet (nordlige Anatolien), som blev regeret af Mithridates-dynastiet der var af persisk oprindelse. Mithridates-dynastiet kan muligvis have været direkte beslægtet med Darius den Store af Achaemenide-dynastiet.
Det Pontiske Kongerige blev en provins i Romerriget ved kong Mithradates 6.s død. Kongens residens var oprindeligt Amaseia (Amasya), men blev flyttet til havnebyen Sinope (Sinop) ved Sortehavet. I 64 f.Kr. blev det Pontiske Kongerige erobret af Pompejus og indlemmet i den Romerriget, som en del af provinsen Bithynia et Pontus. For at sikre det romerske herredømme oprettede Pompeius en række nye byer, herunder Pompeiopolis (nu Taşköprü), Diospolis (senere omdøbt til Neokaisareia, nu Niksar) og Neapolis (senere Neoklaudiopolis, nu Vezirköprü). Marcus Antonius overlod store dele af Pontus til indfødte herskere, men da Deiotaros 2. Philadelphos døde i 6 f.Kr. blev de genindlemmet i Romerriget.